# Páka
Páka là một thị trấn thuộc hạt Zala, Hungary. Thị trấn này có diện tích 23,18 km², dân số năm 2010 là 1110 người, mật độ 48 người/km².